# Abús sexual

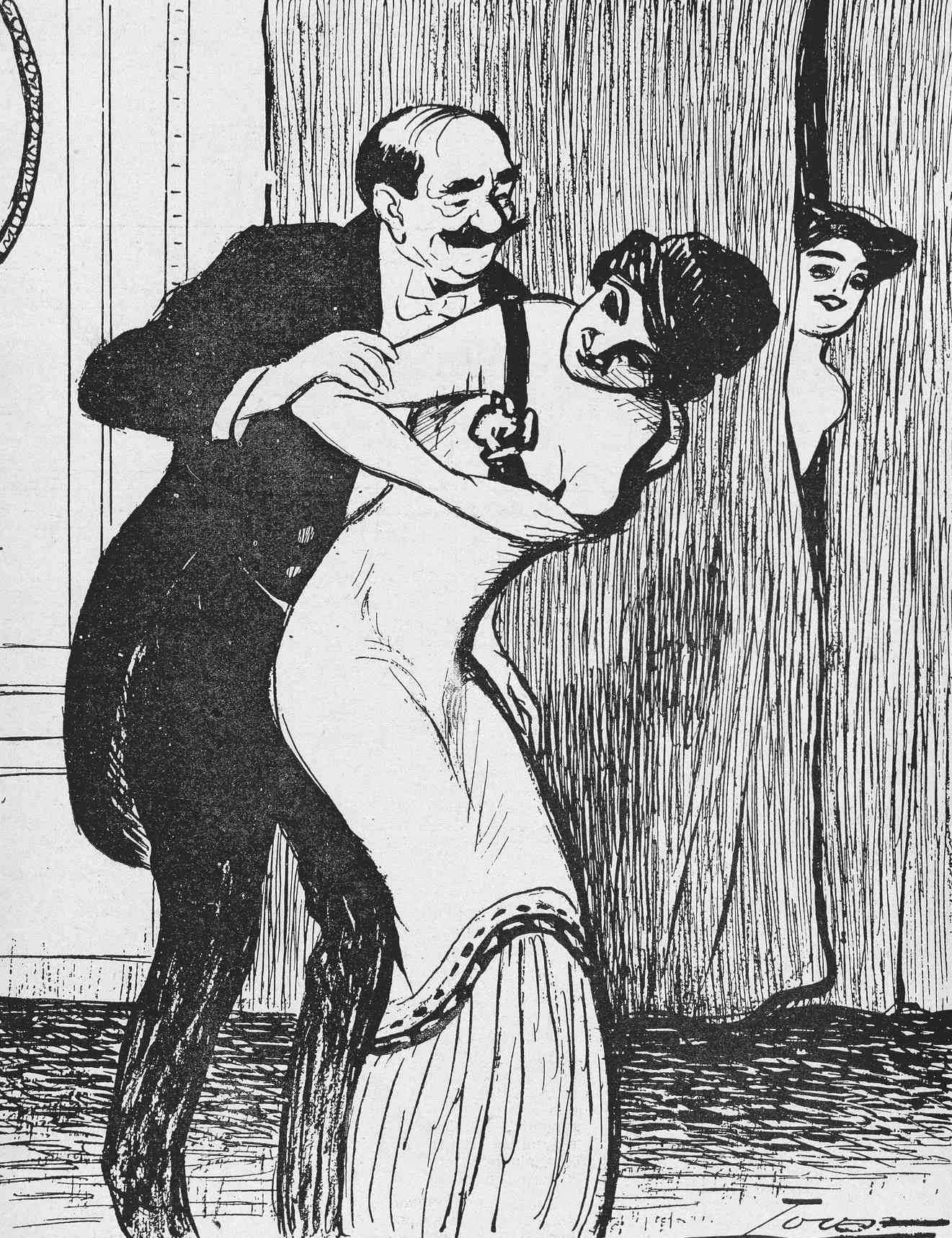
Un home toca una dona sense consentiment.

L'abús sexual es defineix com una activitat sexual entre dues, o diverses, persones sense el consentiment d'una d'elles. L'abús sexual és un acte que atempta contra la llibertat sexual i és, per tant, un dels delictes contra la llibertat sexual.
L'abús sexual es pot produir entre persones adultes, d'una persona adulta a una menor i entre menors. Es consideren abusos sexuals no consentits els que s'exerceixen sobre menors de 16 anys, sobre persones amb trastorns mentals o privades de sentit. També és un delicte si l'agressor obté el consentiment de la víctima fent valdre una situació de superioritat sobre ella que coarti la seva llibertat.
Es considera abús sexual qualsevol contacte sexual. També s'hi considera qualsevol acció que insti el menor a presenciar contingut sexual considerat impropi, com observar l'adult despullat o mentre manté relacions sexuals amb altres persones, veure material pornogràfic o assistir a converses de tipus sexual per exemple.
Un tipus d'abús sexual és la violació, que es considera delicte sense importar l'edat de la víctima. Cal destacar que quan dins d'una parella una de les parts imposa a l'altra realitzar relacions sexuals per la força també és abús, o violació, ni que sigui dins del matrimoni. Ningú té dret sexual sobre el cos d'altra persona.

## Abús sexual infantil
Una definició generalment acceptada és la proposada pel National Center of Child Abuse and Neglect (depenent del United States Department of Health and Human Services), el 1978: Contactes i interaccions entre un nen i un adult, quan l'adult (agressor) utilitza al nen per estimular-se sexualment ell mateix, al nen o a altra persona. L'abús sexual pot també ser comès per una persona menor de 18 anys, quan el perpetrador és significativament major que la víctima o quan l'agressor està en una posició de poder o control sobre el que és menor.
L'abús sexual a menors és un delicte en molts països. La llei protegeix els menors d'aquestes accions.
En el terreny de la prevenció, el Consell d'Europa, ha publicat la "Regla de Kiko", un material educatiu.